# Коковинская площадь
Коковинская пло́щадь (также Новый толкучий рынок или Новая толкучка) — ныне несуществующая городская площадь Екатеринбурга, располагавшаяся на территории, ограниченной современными улицами Шейнкмана (с запада), Радищева (с юга), Малышева (с севера) и Сакко и Ванцетти (с востока). Существовала с 1820-х годов до начала 1930-х годов, после чего на её территории разместился Центральный рынок. В настоящее время территория бывшей площади застроена жилыми домами.

## Этимология
Площадь получила название от Коковинской улицы, являвшейся её западной границей. Улица, в свою очередь, получила название от Я. В. Коковина, коменданта Екатеринбургской гранильной фабрики, усадьба которого находилась неподалёку.

## История
Впервые Коковинская площадь между Усольцевской улицей, бывшей в то время западной окраиной Екатеринбурга, и Коковинской улицей упоминается на генеральном плане Екатеринбурга 1820 года. К 1815 году границы будущей площади оформились застройкой Коковинской улицы с западной стороны и Отрясихинской улицы с южной стороны.
С 1880-х годов за площадью закрепилось официальное название «Коковинская». На территории площади расположился толкучий рынок, получивший народное название «Новая толкучка», поскольку около Максимилиановской церкви в то время уже существовала барахолка. На Новой толкучке старьёвщики торговали в основном поношенной одеждой, обувью и аксессуарами. Рынок был заставлен открытыми столами, палатками и навесами, в центре площади стояла пожарная водонапорная башня. Помимо старьёвщиков на рынке в именных лавках торговали и состоятельные купцы, в том числе братья Агафуровы. Существовал также подпольный рынок, где торговали золотом и поделочными камнями. На Коковинской площади также организовывались представления шапито. Известны воспоминания П. П. Бажова 1889 года, которому купили на рынке картуз вместо шляпы-катанки, не подходившей для городской жизни.
В начале 1930-х годов территория площади была застроена деревянными павильонами Центрального рынка, существовавшими до 1970-х годов. В 1954—1964 годах центральный павильон был реконструирован, на месте деревянного здания был построен новый торговый павильон. Летом 2007 года Центральный рынок закрылся, в дальнейшем территория бывшей Коковинской площади застраивалась жилыми домами.